# Pic de Barbe de Bouc
Le pic de Barbe de Bouc est un sommet des Pyrénées françaises qui culmine à 2 964 m d'altitude, dans le massif d'Ardiden. Il s'agit du second plus haut sommet du massif, après le pic d'Ardiden (2 988 m), et du plus haut sommet du ravin du Lac Noir, une portion de vallée pierreuse voisine de la vallée de Cestrède.

## Toponymie
Le nom du pic fait référence à la barbe-de-bouc, une grande plante, relativement fréquente dans les Pyrénées.

## Géographie

### Situation
Il est situé dans le département des Hautes-Pyrénées, dans le massif d'Ardiden, au-dessus de la ville de Luz-Saint-Sauveur, à cheval entre le ravin du Lac Noir et le vallon du Badet d'Aubiste. Le pic d'Ardiden est situé à 1,5 km au nord-ouest du pic de Barbe de Bouc.
De nombreux lacs se trouvent au pied des versants du pic de Barbe de Bouc : 
- le lac de Badet (2 569 m), le plus haut lac du massif, au fond du vallon du Badet d'Aubiste au nord ;
- le lac de Bastampe (2 019 m) et le lac de Litouèse (2 075 m) à l'est ;
- le lac d'Antarrouyes (2 009 m) et le lac Noir (2 330 m), dans le ravin du Lac Noir, au sud.

### Topographie

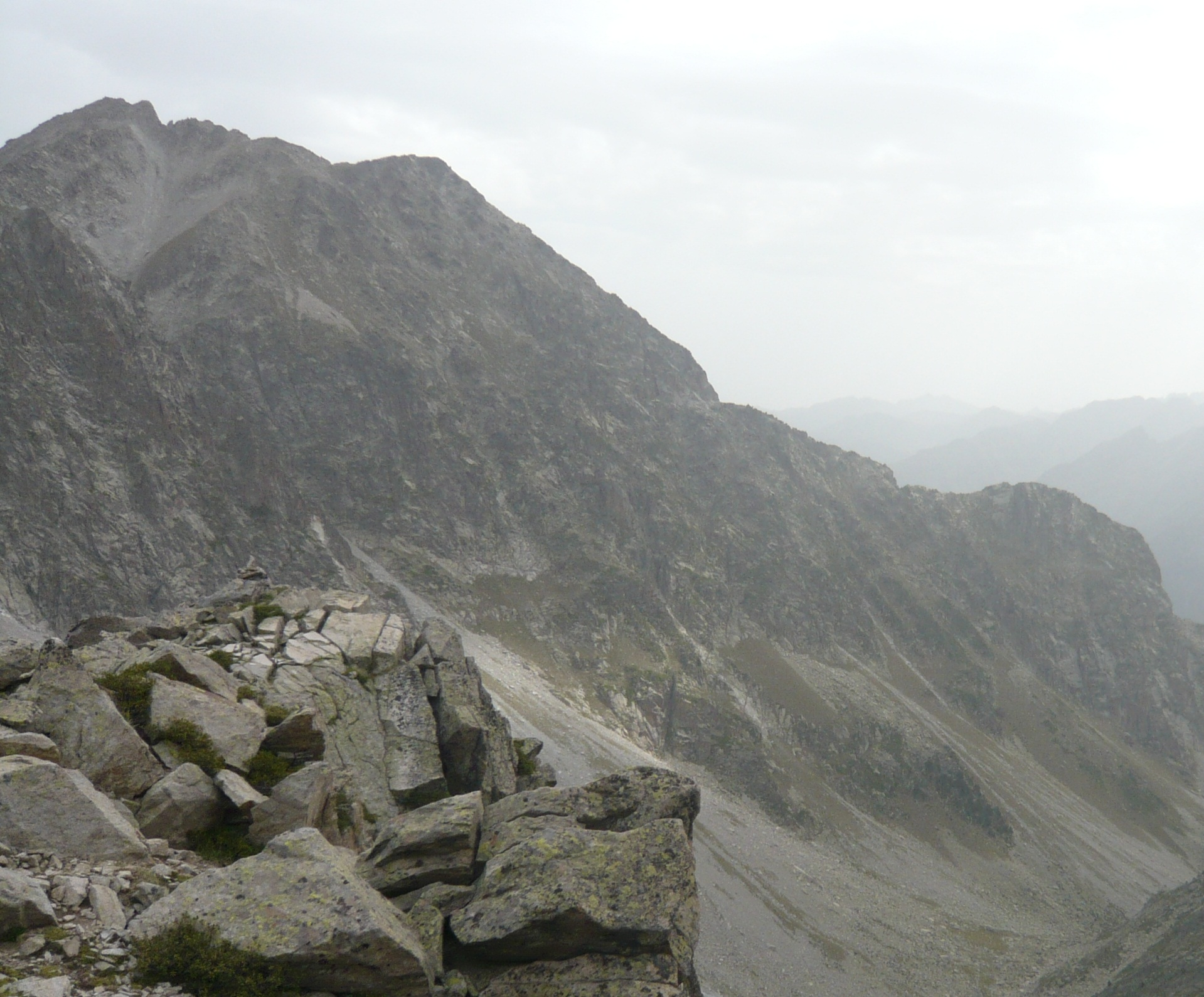
Vue de la crête de Bastampe et du pic de Barbe de Bouc.

Le pic de Barbe de Bouc est le point culminant de la crête de Bastampe. Cette crête s'étend sur plus de trois kilomètres, depuis le soum de Caubarole (2 386 m) à l'est, jusqu'au pic de Chanchou (2 949 m) à l'ouest. Ce pic présente une face sud raide surplombant le ravin du Lac Noir, présentant un couloir d'environ 500 m. Sur son versant nord, qui présente une pente douce, se trouve un laquet fréquemment enneigé en début de saison estivale (2 764 m).

### Géologie
Le massif d'Ardiden est un massif granitique. Les crêtes du pic de Barbe de Bouc sont constituées de grands blocs de granite instables, à l'instar de celles du pic d'Ardiden.

## Voies d'accès
Le pic de Barbe de Bouc est un sommet compliqué d'accès en raison de la longueur de son ascension, de la nature décomposée du terrain, et de l'absence de refuge à proximité directe (à l'inverse du pic d'Ardiden dont la proximité du refuge Russell facilite l'ascension). En revanche, ce sommet ne présente pas de difficulté technique. Il est d'usage de bivouaquer.
Il existe trois voies d'accès principales :
- par la Fruitière (vallée de Lutour), 2 000 m de dénivelé : cet itinéraire consiste à remonter le cirque de Culaus depuis la vallée de Lutour pour atteindre le col de Culaus (2 565 m). il faut alors basculer dans le ravin du Lac Noir jusqu'à rejoindre un laquet (2 294 m). L'itinéraire remonte alors le couloir sud, d'environ 500 m, jusqu'au sommet. Il est possible de raccourcir légèrement l'ascension en dormant au refuge Russell dans le cirque de Culaus[2].

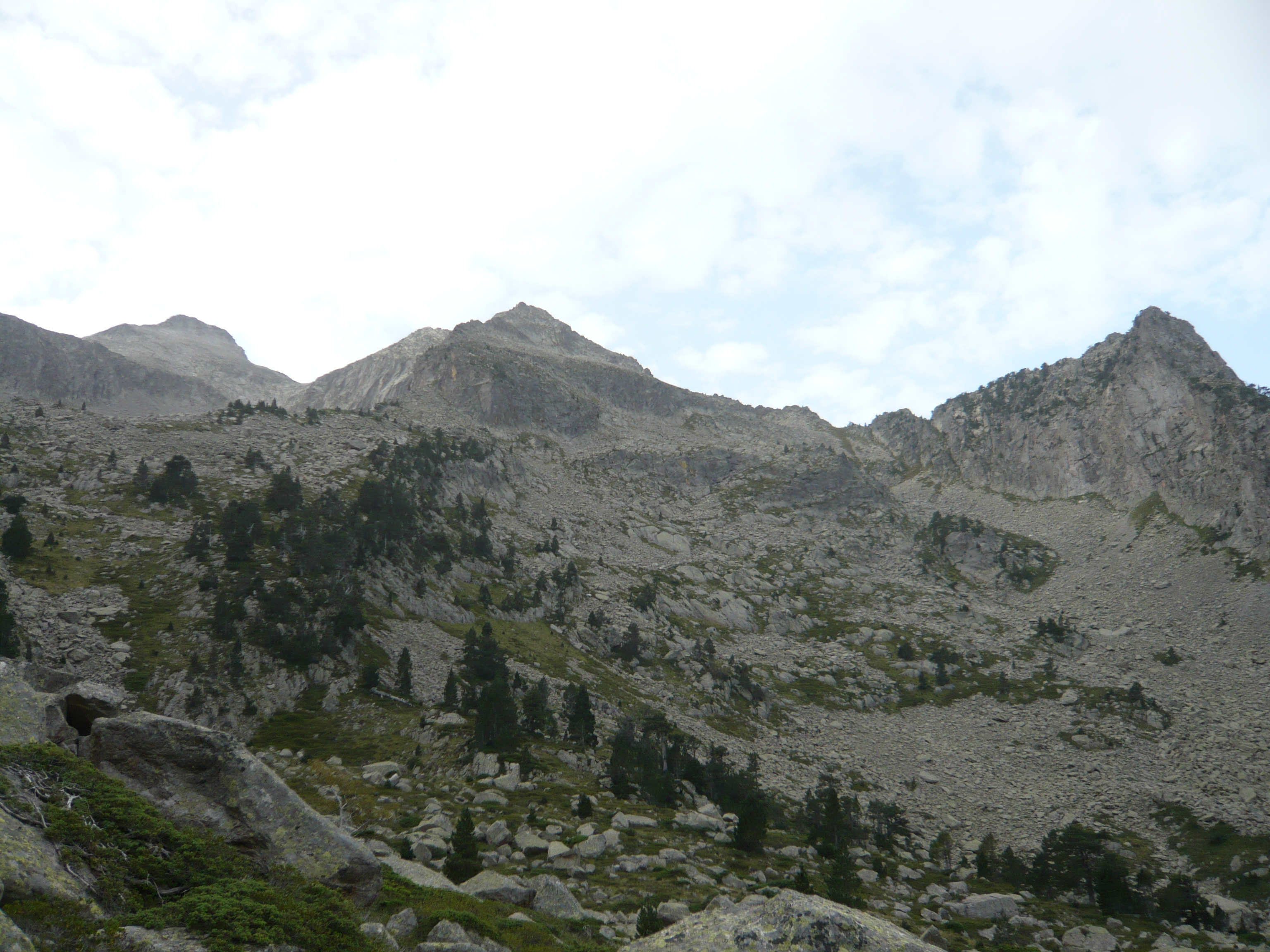
Cirque de Culaus.

- par le ravin du Lac Noir, 1 400 m de dénivelé : depuis les granges de Bué, il faut suivre le chemin du lac d'Antarrouyes à l'entrée du vallon du Lac Noir. Il est possible d'y bivouaquer. L'itinéraire consiste à rejoindre directement la crête de Bastampe surplombant le lac, la suivre jusqu'au pic de Bastampe (2 931 m) puis jusqu'au pic de Barbe de Bouc.

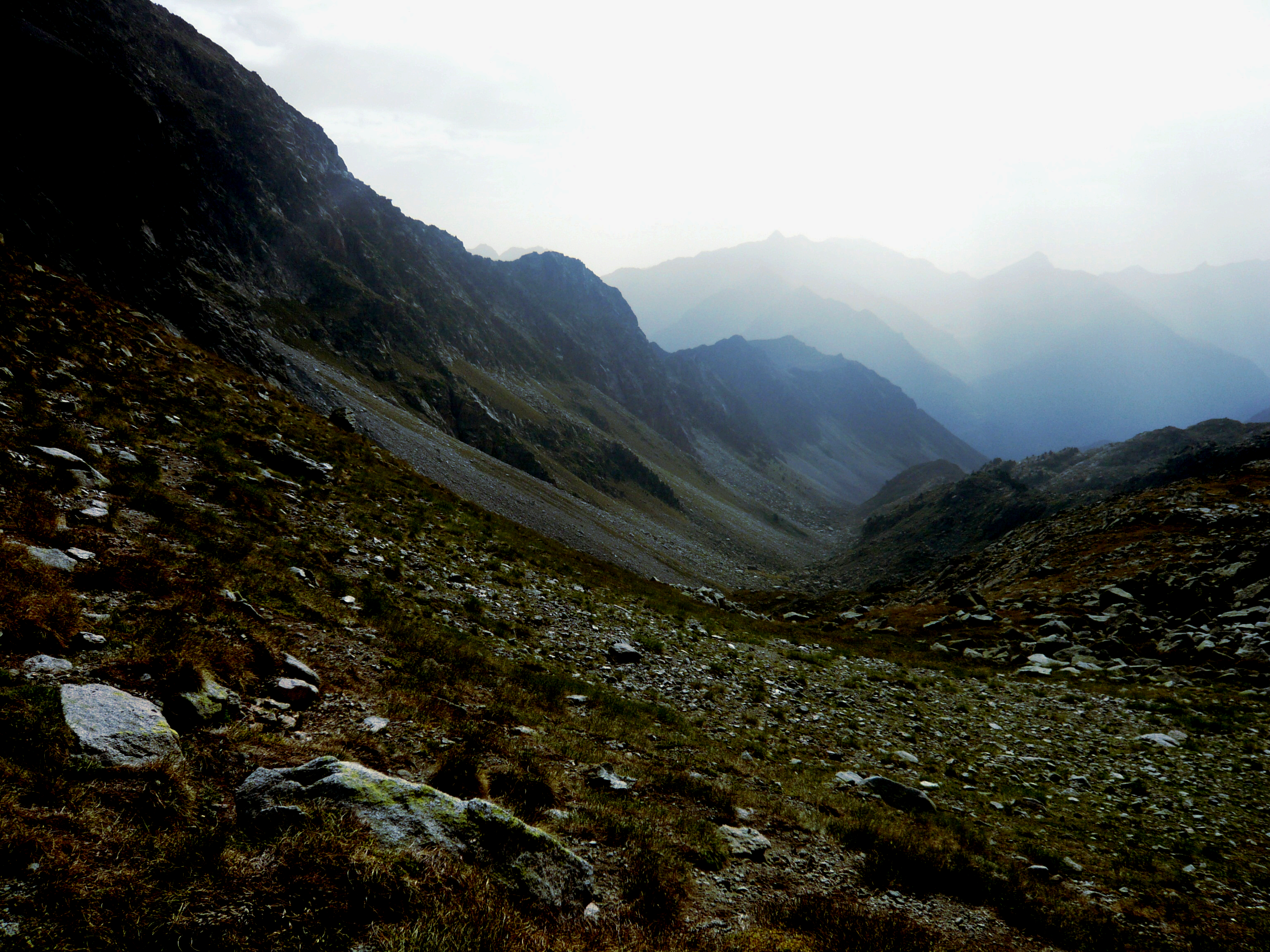
Ravin du Lac Noir depuis le col de Culaus.

- par le vallon du Badet d'Aubiste et le lac de Badet, depuis Luz-Saint-Sauveur, 1 900 m de dénivelé.

Le pic de Barbe de Bouc est l'un des sommets les moins fréquentés du massif, aucune des voies d'accès n'étant balisée.